# Acontia gradata
Acontia gradata là một loài bướm đêm trong họ Noctuidae.